# Georgium japonicum
Georgium japonicum là một loài Trichoptera trong họ Calamoceratidae. Chúng phân bố ở miền Cổ bắc.